# 30單身正美麗
《30單身正美麗》，為泰國One 31與LINE TV於2017年11月20日起播出的浪漫愛情喜劇，改編自2011年的同名電影。由波麗雀亞·彭檀娜妮可（Ice）及塔納查·威吉翁通（Mond）主演。
此劇由GMMTV製作，於2017年11月在One 31電視台及LINE TV首播，翌年2月終映。

## 劇情簡介
對於女人來說，大好青春一去不復返。然而，愛情能否經得起時間的淬鍊？Ja（Ice 飾演）與男友談婚論嫁，卻在自己30歲生日當天慘遭分手，七年的感情瞬間結束。塞翁失馬，焉知非福，Ja在生日派對上遇見了來助興的Por（Mond 飾演），她能否在Por來曼谷實習的三個月內，與他修成正果、結束單身嗎？

## 演員陣容
註：括號內的演員姓名為小名。

### 主要人物
- 波麗雀亞·彭檀娜妮可（英语：Preechaya Pongthananikorn）（Ice）飾演 Ja
- 塔納查·威吉翁通（英语：Tanutchai Wijitwongthong）（Mond）飾演 Por

### 其他人物
- 卡維·丹扎拉嵐（Beam）飾演 Nop
- 鐘朋·阿盧迪吉朋（Off）飾演 Zen
- 徐智妍 飾演 Ann
- Savitree Suttichanond（英语：Savitree Suttichanond）（Beau）飾演 Cee
- Leo Saussay（英语：Leo Saussay） 飾演 Shiro
- 普洛伊湘普·素帕莎（Jan）飾演 Gift
- 維查雅尼·別格林（Gam）飾演 Yui
- Ornanong Panyawong 飾演 Ja 的母親

### 特別出演
- 翁韋德·答奴翁（英语：Worrawech Danuwong）（Dan）
- Siwaj Sawatmaneekul（New）

## 外部連結
- GMM25 官方網站 （页面存档备份，存于）（泰文）
- MyDramaList 劇集介紹及劇評（英文）
- 豆瓣劇集介紹 （页面存档备份，存于）（中文）